# Zlatá brána (Pražský hrad)

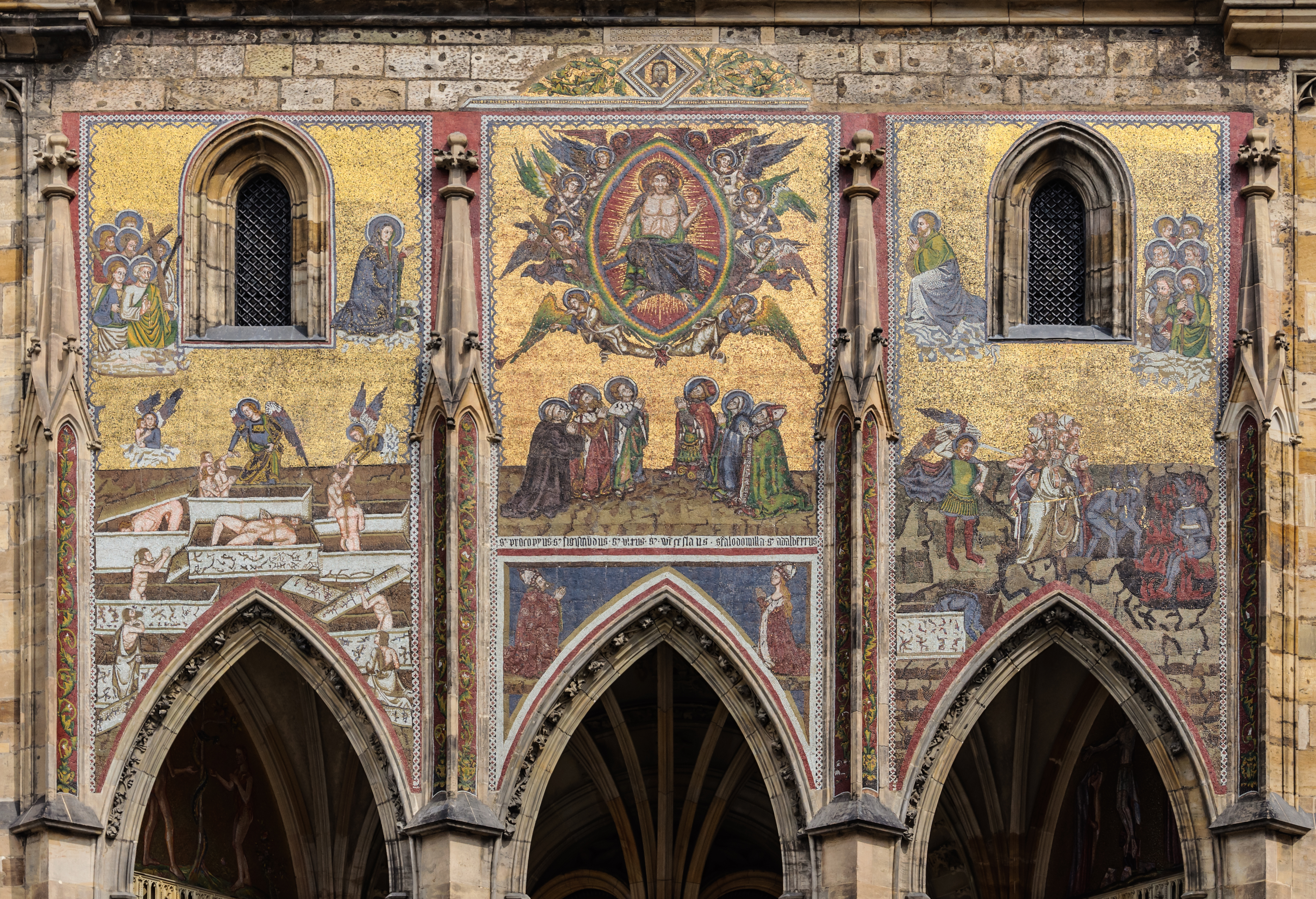
Pohled na mozaiku Poslední soud na Zlaté bráně

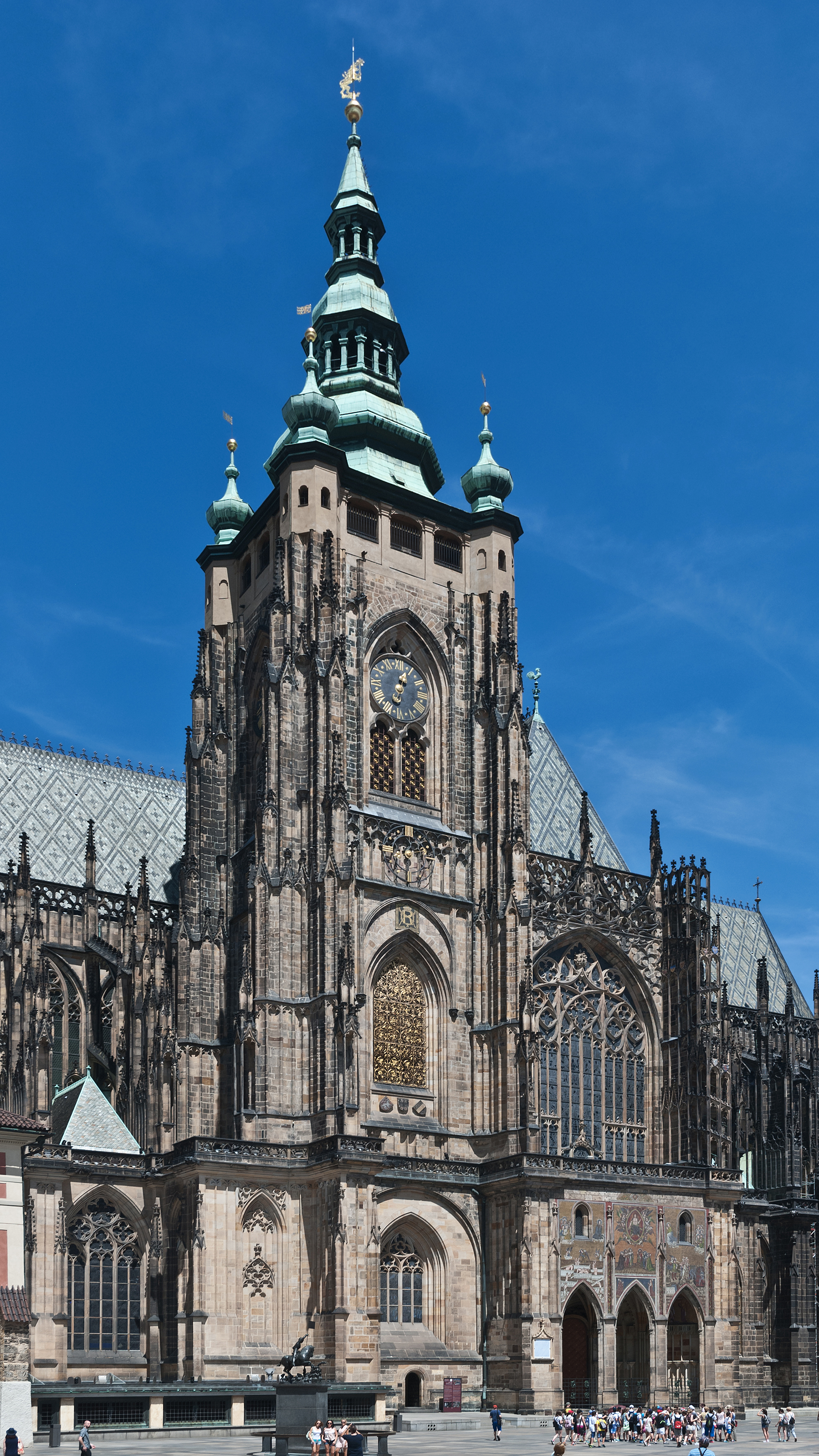
Jižní věž se Zlatou branou

Zlatá brána v Praze je označení pro arkádovou předsíň jižního vstupu do chrámu svatého Víta na Pražském hradě. Název je odvozen od zlatého pozadí unikátní skleněné mozaiky Posledního soudu z let 1370–1372. V patře předsíně je komora, kde jsou umístěny české korunovační klenoty.

## Popis
Před jižním portálem katedrály vybíhá do třetího nádvoří Pražského hradu gotický představek se třemi lomenými oblouky, zatímco samotný vchod je tvořený půlkruhovým obloukem na způsob vítězného oblouku s dvojicí šikmo umístěných vrat. Originální řešení předsíně s představeným středovým pilířem a důmyslným řešením žebrové klenby je dílem Petra Parléře. V patře představku, za průčelím ozdobeným mozaikou, se nachází komora korunovačních klenotů přístupná schodištěm z kaple svatého Václava. Běžně nepoužívaný vchod je na vnější straně uzavřen mříží s cyklem broznových reliéfů dvanácti měsíců od Jaroslava Horejce z 50. let 20. století.

## Mozaika Posledního soudu
Patro fasády Zlaté brány zdobí skleněná mozaika z let 1370–1372 s výjevy na téma Posledního soudu se zlatým pozadím. Zobrazuje křesťanský soud nad lidmi v soudný den, kdy by měl být každý člověk souzen a dostane se buď do nebe nebo do pekla. Celek je rozdělen do tří částí. V prostřední se nachází mandorla s Kristem v roli soudce obklopeném anděly nesoucími nástroje Kristova utrpení. Pod nimi je skupinka šesti přímluvců – českých patronů Prokopa, Zikmunda, Víta, Václava, Ludmily a Vojtěcha, odděleni nápisem s jejich jmény klečí Karel IV. a jeho čtvrtá manželka Alžběta Pomořanská, na vrcholu je tzv. Veraikon (pravá podoba Krista). Vrchy obou bočních polí jsou pokračováním kompozice, postavy Panny Marie a sv. Jana Křtitele se přimlouvají za lidstvo, za nimi jsou okny odděleni apoštolové. V dolní levé části mrtví vstávají z hrobů a tři postavy andělů přijímají spravedlivé. Naopak v pravé části je skupinka hříšníků zavržených mečem archanděla Michaela, která je modrými ďábly vtahována do pekelných plamenů.
Skleněná středověká mozaika byla během dostavby katedrály roku 1890 sejmuta a opravená 1910 opět osazena. Mozaika byla ve 20. století ve velmi špatném stavu kvůli znečištění ovzduší. V roce 1959 byla vyčištěna a konzervována polymerovým nátěrem, který však během několika let zcela oslepl a čištění v letech 1967 a 1980 pomohla jen na krátkou dobu. Po roce 1990 se mozaice věnovali odborníci z amerického Getty Conservation Institute, kteří po několikaletém výzkumu navrhli lepší postup konzervace. Tu pak v letech 1997–2000 provedli čeští restaurátoři.

## Fotogalerie

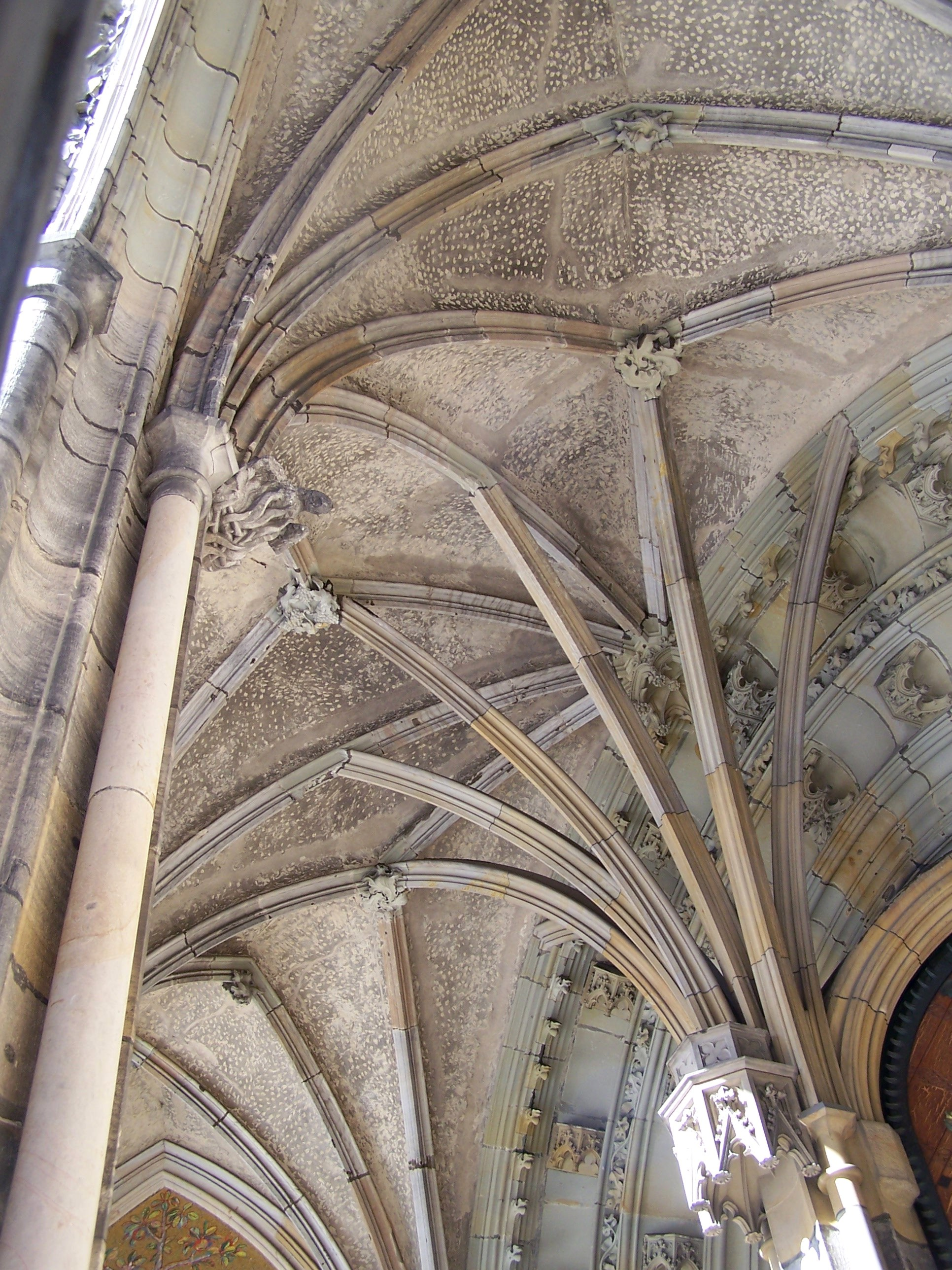
Originální parléřovská klenba
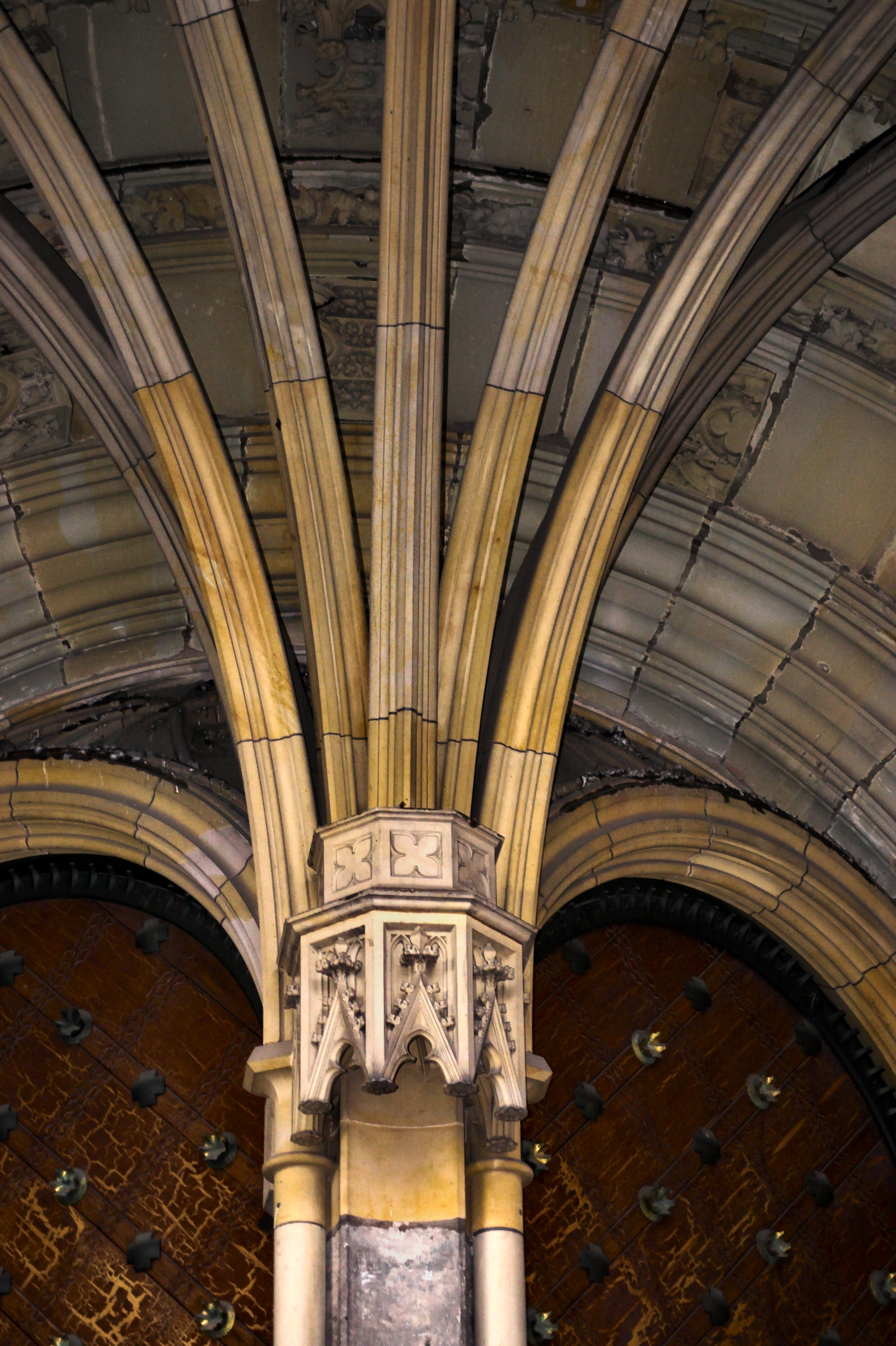
Detail prostřední části klenby
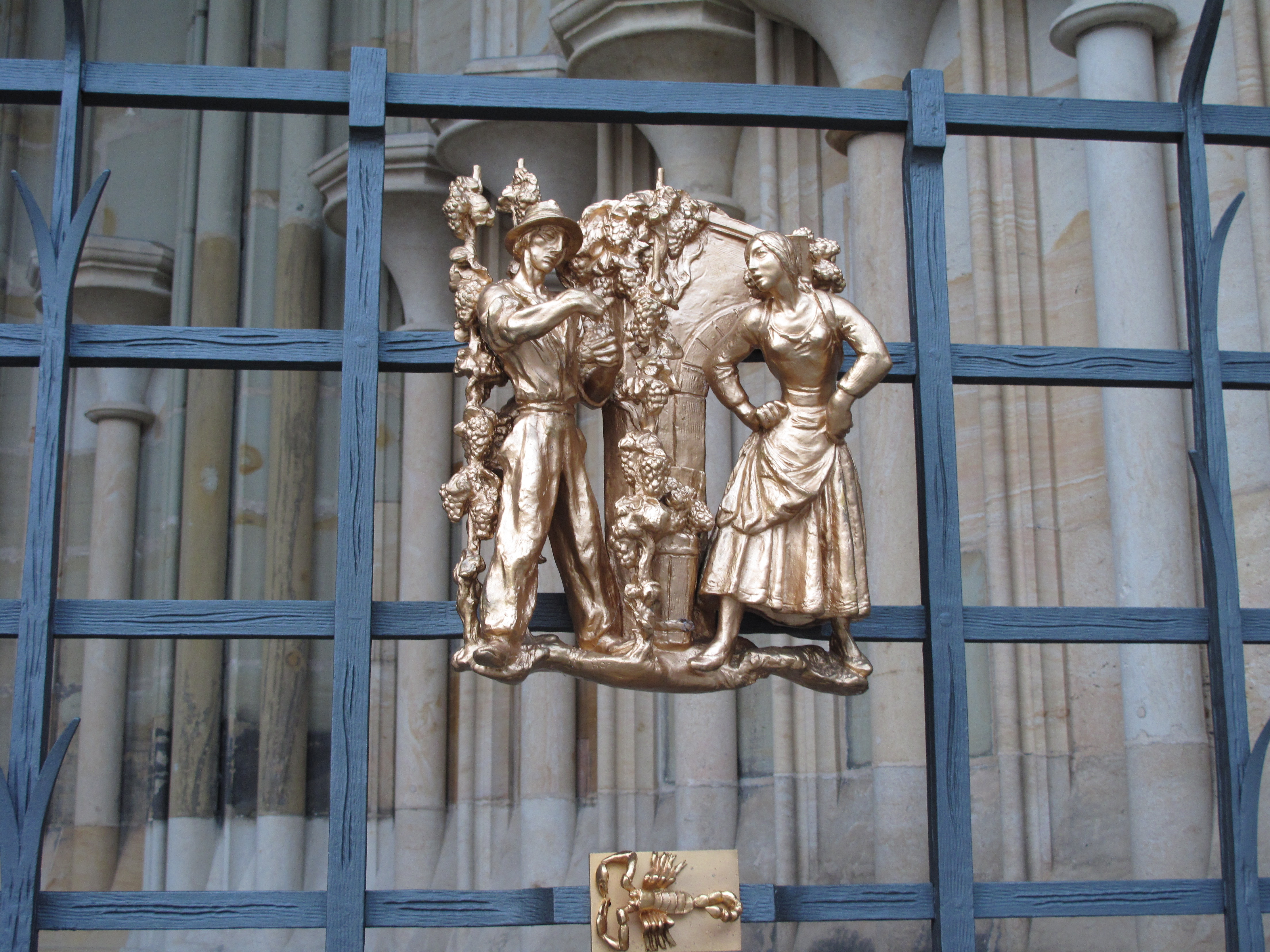
Dekorace mříže: Říjen od J. Horejce
Opravné práce na mozaice
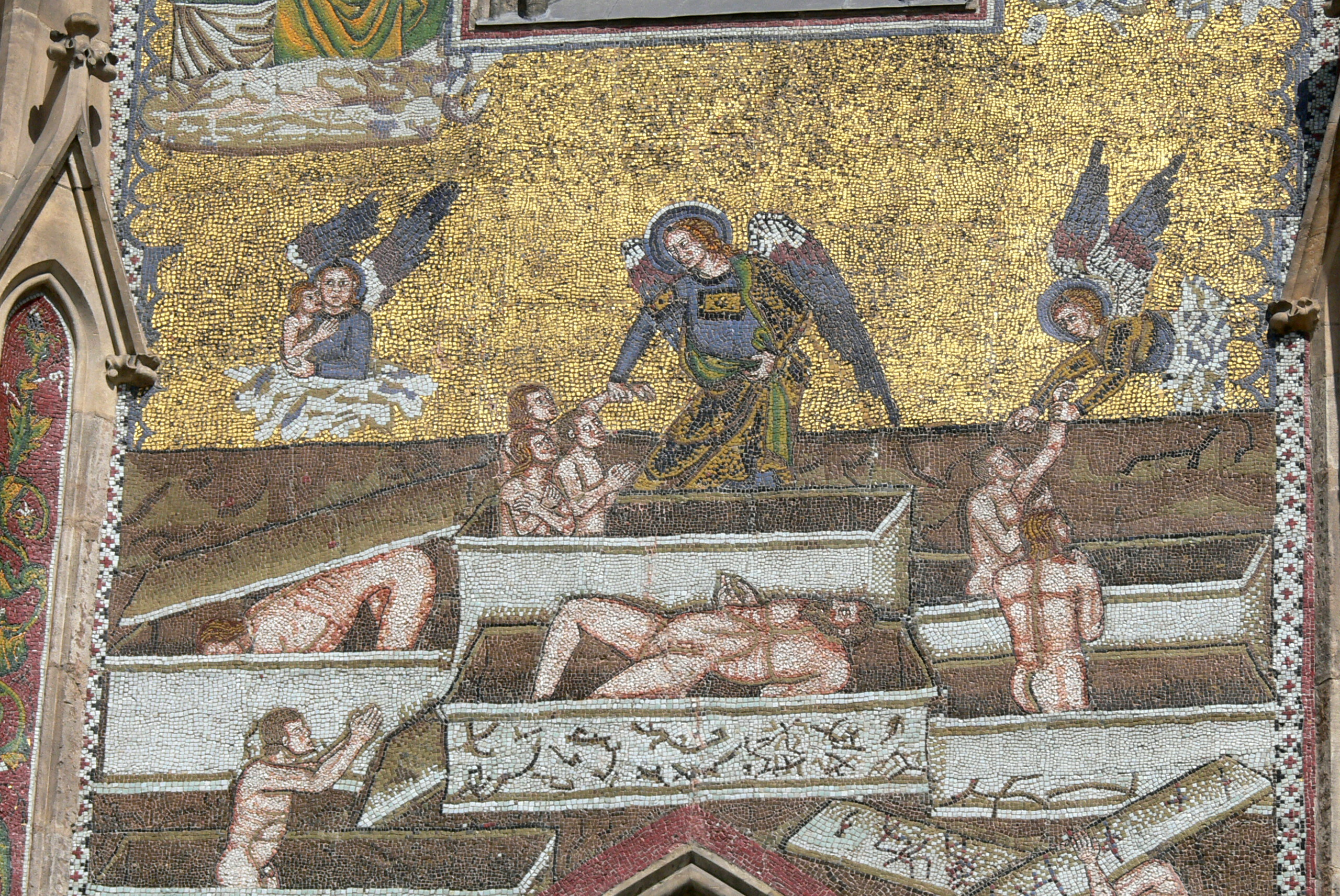
Levá spodní část mozaiky: mrtví vstávají z hrobů
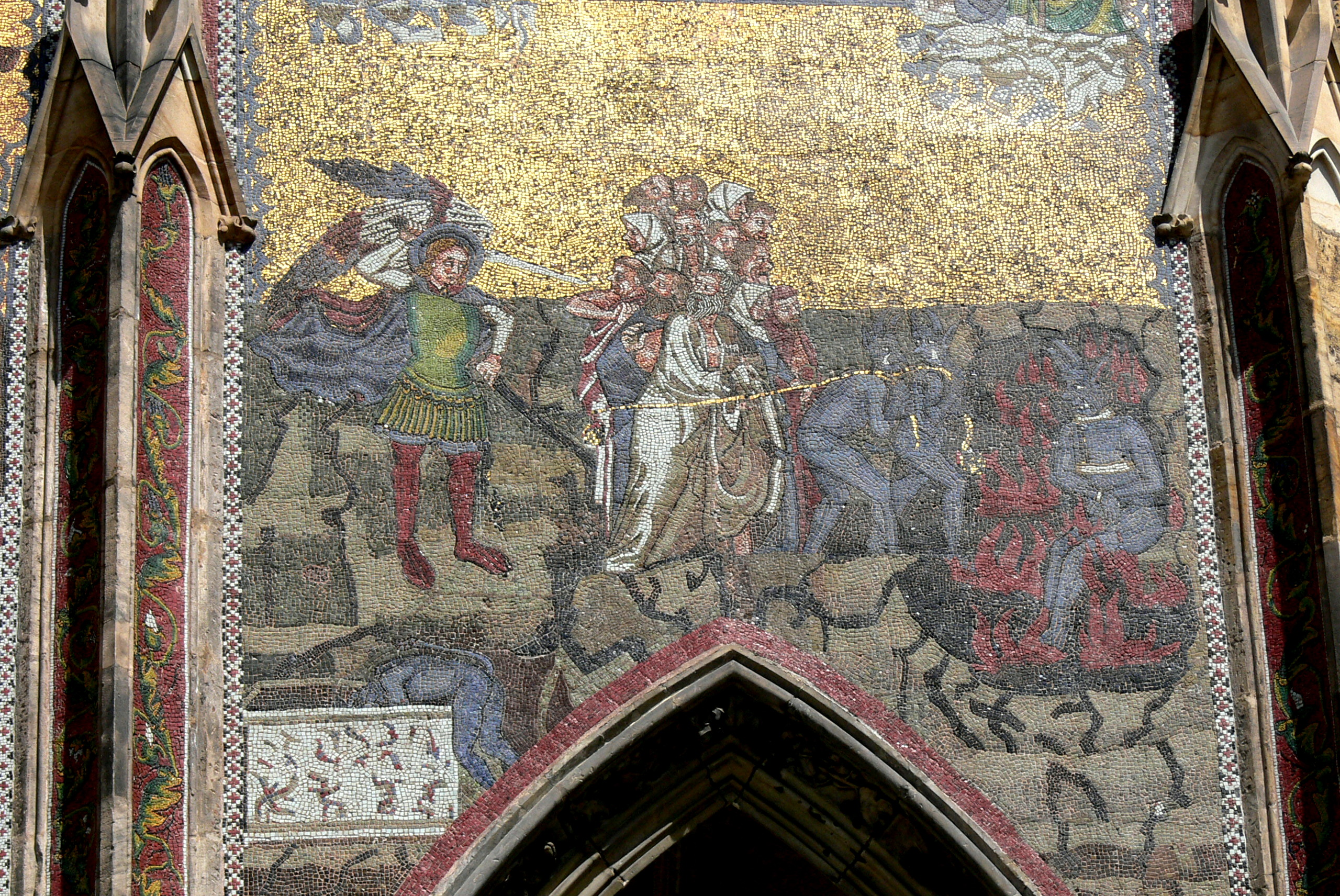
Pravá spodní část mozaiky: odsouzení zatracenců
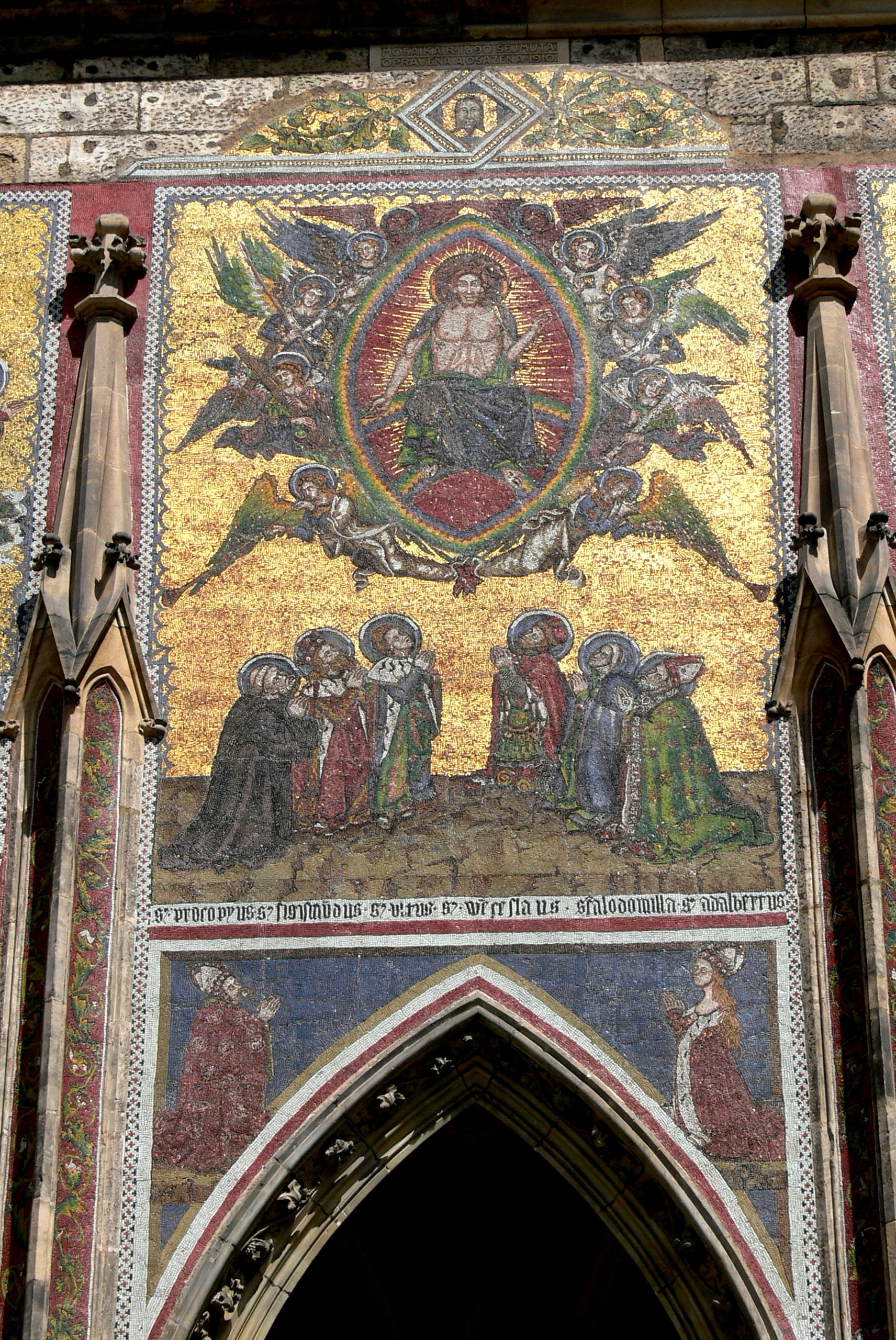
Prostřední část mozaiky: Kristus soudce s přímluvci